# کثیفی

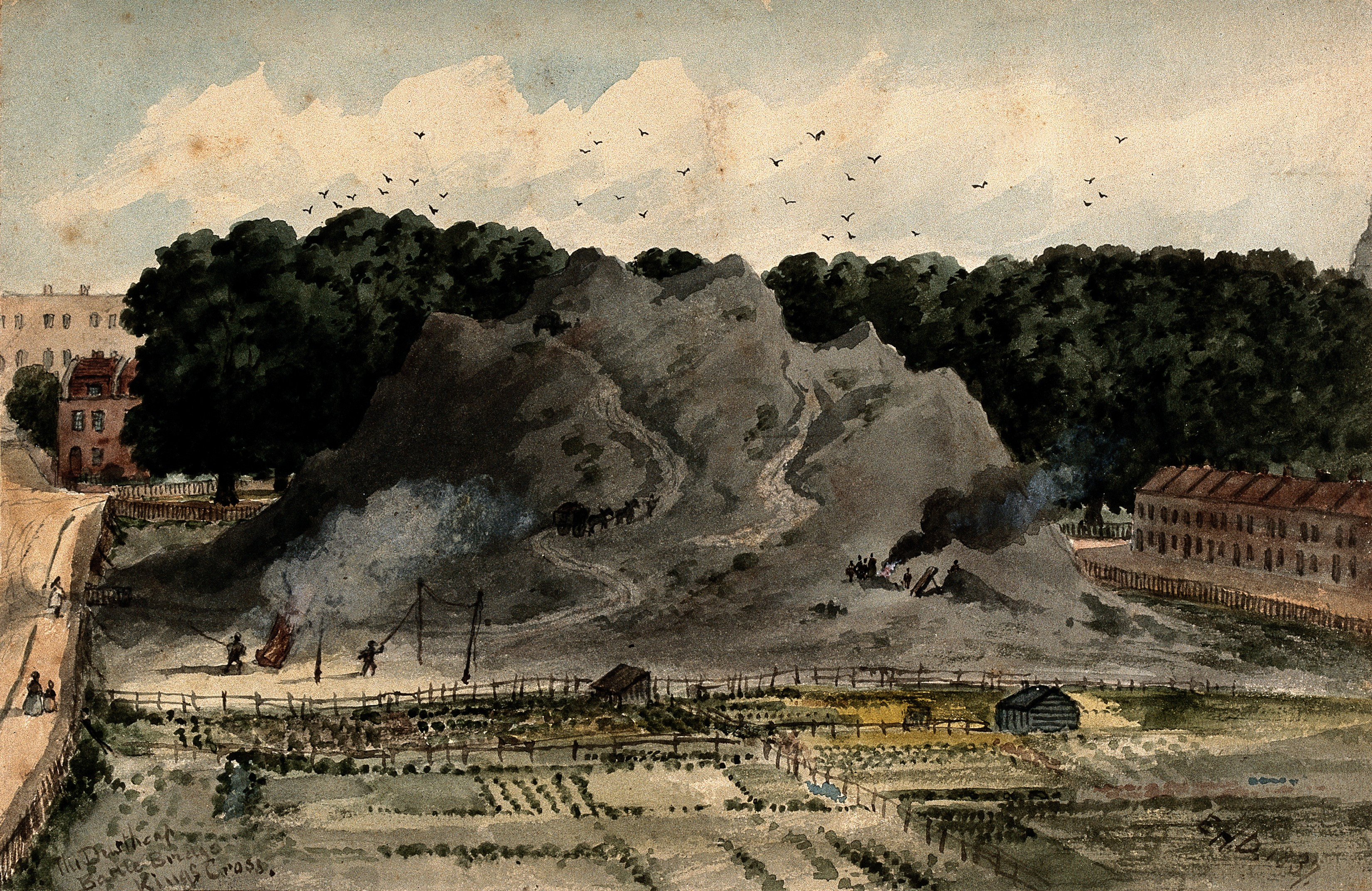
تپه غبار بزرگ لندن در پل نبرد در سال ۱۸۳۶، در کنار بیمارستان آبله

کثیفی، گردوغبار یا گردوخاک (به انگلیسی: Dirt)، هر چیزی است که ناپاک تلقی می‌شود، به ویژه هنگامی که با لباس، پوست یا دارایی شخص تماس داشته باشد. در چنین مواردی گفته می‌شود که آنها کثیف می‌شوند. انواع متداول کثیفی عبارتند از:
- واریزه: قطعه‌های پراکنده زباله یا بقایای
- گرد و غبار: پودری از مواد آلی یا معدنی
- پلیدی: مواد ناپاک مانند مدفوع
- گریم: گرد و غبار سیاه و ریشه‌دار مانند دوده
- خاک: ترکیبی از خاک رس، ماسه و هوموس که در بالای سنگ بستر قرار دارد. اصطلاح «خاک» ممکن است برای اشاره به مواد ناخواسته یا کثیفی که بر روی سطوحی مانند لباس رسوب می‌نشیند، استفاده شود.[۱]